# Thord-Arne Nilsson
Thord-Arne Nilsson, född 11 maj 1917 i Kristianstad, död 6 mars 1978 i Ulricehamn, var en svensk sångtextförfattare, jazzpianist och musikarrangör  . Nilsson spelade även vibrafon.
Han spelade in en EP med låtarna Benny's tune och Jumpin' at La Visite med Erik Frank. 
Erik Kjellberg, professor emeritus i musikvetenskap, omnämner Thord-Arne Nilsson i sitt verk Svensk jazzhistoria - en överblick.